# Сарактаський район
Саракта́ський район (рос. Саракташский район) — муніципальний район у складі Оренбурзької області Російської Федерації.
Адміністративний центр — селище Саракташ.

## Географія
Район розташований в північно-східній частині Оренбурзької області (за 35 км від Башкирії, за 70 км від Казахстану та за 100 км від обласного центру). Межує з Оренбурзьким, Сакмарським, Тюльганським, Біляєвським районами та Кувандицьким міським округом області, на півночі і сході — з Башкортостаном.

## Історія
Район утворений 4 січня 1931 року. Територія району неодноразово зазнавала адміністративно-територіальних змін. З січня 1965 року він перебуває в нинішніх кордонах. Після 2002 року до складу району увійшло селище Правобережний сусіднього Біляєвського району.

## Населення
Населення — 38433 особи (2019; 40145 в 2010, 42307 у 2002).

## Адміністративний поділ
Район адміністративно поділяється на 19 сільських поселень:
| Поселення                       | Площа, км² | Населення, осіб (2002) | Населення, осіб (2010) | Населення, осіб (2019) | Центр               | Населені пункти |
| ------------------------------- | ---------- | ---------------------- | ---------------------- | ---------------------- | ------------------- | --------------- |
| Александровська сільська рада   | 18,22      | 680                    | 537                    | 479                    | Друга Александровка | 2               |
| Бурунчинська сільська рада      | 105,00     | 738                    | 700                    | 612                    | Бурунча             | 2               |
| Васильєвська сільська рада      | 53,74      | 1651                   | 1436                   | 1328                   | Васильєвка          | 6               |
| Воздвиженська сільська рада     | 41,32      | 1481                   | 1595                   | 1489                   | Воздвиженка         | 4               |
| Гавриловська сільська рада      | 128,20     | 827                    | 772                    | 669                    | Гавриловка          | 4               |
| Жовтинська сільська рада        | 320,00     | 2587                   | 2208                   | 1973                   | Жовте               | 11              |
| Каїровська сільська рада        | 220,00     | 1010                   | 881                    | 897                    | Каїровка            | 7               |
| Карагузінська сільська рада     | 74,68      | 340                    | 319                    | 253                    | Карагузіно          | 1               |
| Надеждинська сільська рада      | 115,00     | 647                    | 563                    | 522                    | Надеждинка          | 3               |
| Ніколаєвська сільська рада      | 196,00     | 1498                   | 1306                   | 1244                   | Ніколаєвка          | 4               |
| Новосокулацька сільська рада    | 88,96      | 647                    | 595                    | 527                    | Новосокулак         | 2               |
| Новочеркаська сільська рада     | 562,71     | 2900                   | 2606                   | 2388                   | Новочеркаськ        | 6               |
| Петровська сільська рада        | 156,34     | 1433                   | 1232                   | 1148                   | Петровське          | 2               |
| Сарактаська селищна рада        | 30,52      | 17510                  | 17235                  | 17150                  | Саракташ            | 1               |
| Спаська сільська рада           | 862,02     | 1135                   | 992                    | 904                    | Спаське             | 5               |
| Старосокулацька сільська рада   | 110,12     | 554                    | 404                    | 372                    | Старий Сокулак      | 5               |
| Федоровська Перша сільська рада | 90,62      | 748                    | 821                    | 773                    | Федоровка Перша     | 3               |
| Черкаська сільська рада         | 136,00     | 2115                   | 2255                   | 2247                   | Черкаси             | 2               |
| Чорноотрозька сільська рада     | 330,00     | 3806                   | 3688                   | 3458                   | Чорний Отрог        | 7               |

- 2015 року ліквідована Нижньоаскаровська сільська рада, територія увійшла до складу Спаської сільради[4].

## Найбільші населені пункти
Нижче подано перелік населених пунктів з чисельність населення понад 1000 осіб:
| № | Населений пункт | Населення, осіб (2002) | Населення, осіб (2010) |
| - | --------------- | ---------------------- | ---------------------- |
| 1 | Саракташ        | 17510                  | 17235                  |
| 2 | Черкаси         | 1791                   | 1891                   |
| 3 | Чорний Отрог    | 1649                   | 1671                   |
| 4 | Новочеркаськ    | 1236                   | 1070                   |

## Господарство
Основним сектором сільського господарства району є рослинництво. Основний напрямок галузі — зернове. Майже 60 % усієї площі зернових культур займає пшениця. Основний напрямок тваринницької галузі — молочно-м'ясне.

## Персоналії
В районі народився перший голова уряду Російської Федерації В. С. Черномирдін. У 2001—2009 роках — надзвичайний і повноважний посол Російської Федерації в Україні.

## Цікаві факти
Сарактаський район відомий виробництвом оренбурзьких пухових хусток (ручне виробництво). У селі Жовте проживає основна кількість майстрів цього народного промислу.